# Тихомиров, Дмитрий Иванович
Дмитрий Иванович Тихомиров (1844—1915, Алушта) — русский педагог, деятель народного образования, издатель и редактор.

## Биография
Родился 24 октября (5 ноября) 1844 года в семье сельского священника Костромской губернии Ивана Егоровича Тихомирова, который отправил старшего сына Дмитрия учиться в Костромское духовное училище. В 1854—1858 годах он учился в духовном училище; затем, два года, на казённом счету, — в Ярославской военной школе. Как лучшего ученика Дмитрия Тихомирова отправили учиться в только что учреждённые учительские курсы в Санкт-Петербурге, а через два года — в Москву, в учительскую семинарию военного ведомства. Первый выпуск из семинарии состоялся в августе 1866 года и Д. И. Тихомиров, получив денежную награду как первый ученик, был оставлен преподавателем «образцовой школы» при семинарии и преподавал в ней около десяти лет.
Вскоре вместе с товарищами Тихомиров открыл первую в России вечернюю воскресную школу для взрослых рабочих на фабрике Ф. С. Михайлова в Москве. Стал давать уроки по русскому языку в военной гимназии и во 2-й классической гимназии; как член комитета грамотности, руководил педагогическими курсами по русскому языку для учительниц городских училищ. Осенью 1869 года познакомился со слушательницей курсов Еленой Николаевной Немчиновой, которая в апреле 1871 года стала его женой. В марте 1870 года избран действительным членом Московского комитета грамотности. Во Владимирской и Тверской губерниях инспектировал две фабричные Морозовские школы. Многократно, в 1870—1900 годах, по приглашению земств руководил в разных губерниях (в Москве, Твери, Вятке, Саратове, Полтаве и др.) учительскими съездами и летними учительскими курсами; состоял наблюдателем за учебной частью по заведениям Дамского попечительства о бедных.
Вместе с женой он организовал «Учебный магазин начальных школ», в котором были изданы около тысячи
наименований книг общим тиражом более 15 миллионов экземпляров. В 1872 году Тихомиров в соавторстве с женой издал «Букварь для народных школ», который до 1915 года был переиздан 161 раз. Из своих средств, полученных за издание книг, Тихомиров выделил в 1909 году на строительство школы 20 тысяч рублей и 35 тысяч — на строительство больницы в родном селе Рождествено.
С 1872 года начал читать лекции по методике русского языка на педагогических курсах при Обществе воспитательниц и учительниц. Эти курсы под руководством Тихомирова выросли в многопрофильное учебное заведение, готовившее педагогов младших классов, учителей-предметников, а также руководительниц детских садов. На постройку здания курсов в Москве, названных впоследствии «тихомировскими», он пожертвовал 200 тысяч рублей. По поручению Московской городской думы в 1874 году разработал подробный план занятий по русскому языку для городских школ и в 1875 году издал отдельной книгой под заглавием «Опыт плана и конспекта элементарных занятий по родному языку».

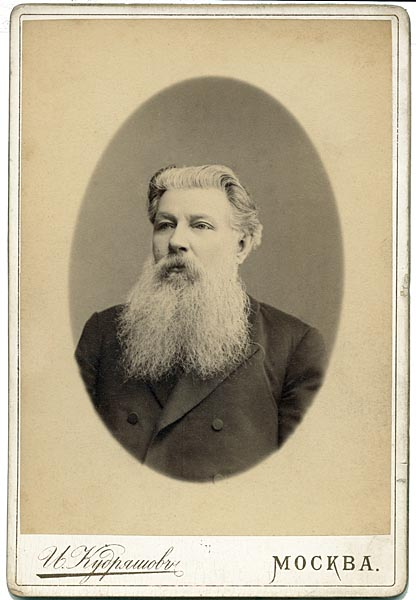
Тихомиров Д. И. — русский педагог. Фото 1890-х годов И.Кудряшова, Москва.

В 1874 году совет Московского благотворительного общества пригласил Тихомирова организатором, а затем и инспектором своих школ. С 1 января 1892 года пожалован чином действительного статского советника.
Печатался в различных газетах и журналах: «Приложение к Циркулярам по Московскому учебному округу», под ред. Гаярина; «Педагогический сборник»; «Журнал для военно-учебных заведений»; «Женское дело»; «Курьер»; «Образование» Сиповского; «Родник» Сысоевой; «Русское слово», «Русские ведомости», «Народная школа» Медникова, «Русская мысль», «Семья и школа» Симашко; «С.-Петербургские ведомости»; «Читальня народной школы»; «Школа и мысль» и др., публикуя в них как общие, так и специально-педагогические статьи. В 1894 году начал редактировать приобретённый вместе с женой Еленой Николаевной Тихомировой (издательница журнала) старейший детский журнал «Детское чтение», переименованный в 1906 году в «Юную Россию». Лучшие произведения, помещённые в этом журнале, издавались отдельными книжками под общим названием «Библиотека детского чтения». Приложением к журналу выходил «Педагогический листок: журнал родителей и воспитателей» (4 книги в год); с 1899 года «Педагогический листок» выходил как самостоятельный журнал — 8 книг ежегодно. Тихомировым было предпринято издание серии книг под общим заглавием «Библиотека начального учителя», предназначенных для самообразования учителей.
Владелец доходного дома на Большой Молчановке, № 18 в Москве.
В 1902 году вместе с женой основал и финансировал Общество попечения о детях народных учителей и учительниц. Принимал участие в работе Московского педагогического общества и других общественных организаций, связанных с образовательной деятельностью. В 1901 и 1905 годах избирался гласным Московской городской думы. Был также гласным Нижегородского губернского и Макарьевского уездного земств.
За литературно-педагогические труды удостоился отечественных и зарубежных наград: золотых медалей от Санкт-Петербургского (1888) и Московского комитета грамотности, золотой медали от Всемирной выставки в Париже (1900), золотой медали от Международной выставки «Детский мир» в Санкт-Петербурге (1904), почётного диплома от Международной выставки в Париже (1904), золотой медали в Льеже (1905).
Скончался на даче «Красная горка» в Алуште в Профессорском уголке. Похоронен в Москве в некрополе Новодевичьего монастыря; могилу уничтожили в 1930-е годы.

## Общественно-научная деятельность
Активно участвовал в работе следующих обществах:
- Общество любителей российской словесности (1901);
- Московский комитет грамотности;
- Московская комиссия по устройству народных чтений;
- Учебный отдел Московского отделения Императорского Русского Технического общества;
- Общество воспитательниц и учительниц, где 20 лет состоял секретарём;
- Педагогическое общество при Императорском Московском университете;
- Общество попечения о детях народных учителей, основанного им в 1902 году вместе с Е. И. Тихомировой;
- Общество народных университетов и состоящей при нём секции средней школы;
- Общество доставления средств педагогическим женским курсам (председатель — со дня основания в 1909 году); Общество помощи литераторам и журналистам

## Награды
Награждёно орденами: Св. Станислава 1-й степени (1900), Св. Анны 2-й степени (1885), Св. Владимира 3-й степени (1896).

## Основные труды
- Азбука правописания. Ч. [1]—2. Сборник примеров и статей на главнейшие правила правописания для диктовки и списывания. — 2-е изд., испр. и доп. — Москва. — 1873. — Издание братьев Силаевых. — 95 с.[10]
- Букварь для совместного обучения чтению и письму. — М., 1873 (145-е изд.: М., 1902.)
- Руководство для учащих по букварю для совместного обучения чтению и письму. — М., 1873. (23-е изд. под заглавием «Как учить писать, читать и считать на первой ступени обучения». — М., 1909.)
- Элементарный курс грамматики. Для городских и сельских школ. — М., 1873.
- Начатки грамматики. Руководство для начальных сельских училищ и других элементарных школ. — М., 1885.
- Чему и как учить на уроках родного языка в начальной школе. — М., 1887. (15-е издание: М., 1914.)
- Из истории нашего царства в кратких рассказах. Ч. 1—21. — СПб., 1891—1892.
- Из истории родной земли. Очерки и рассказы для школ и народа. Ч. 1[11]—2. — М., 1893.
- Избранные басни И. А. Крылова: Для шк. и народа / Под ред. чл. Ком. Д. И. Тихомирова. — Москва: Моск. ком. грамотности при ИОСХ, 1895. — XXIV, 85, [3] с., 2 л. ил., портр.
- Школа грамотности. Книга для первоначального обучения русскому и церковно-славянскому чтению, письму и арифметике.  — 3-е изд. — Москва: типо-литография Кушнерев и Ко. — 1899.
- Об основах и организации средней школы. — Санкт-Петербург: Типография В. С. Балашева и К°, 1900. — 129 с.
- Жизнь и труды Василия Андреевича Жуковского: чтение для школ и народа: с портр. в тексте / сост. Дм. Ив. Тихомиров. — Москва: ред. журн. «Детское чтение» и «Педагогический листок».— 55 с.: ил. — (Библиотека для семьи и школы). — М., 1902.
- Николай Алексеевич Некрасов: Чтение для школ и народа: С прил. избр. стихотворений и портр. Н. А. Некрасова / [Соч.] Д. И. Тихомирова. — [2-е изд.]. — Москва: тип. И. И. Пашкова, 1904. — 64 с.: портр. — (Библиотека для семьи и школы).
- О реформе духовной школы. — Санкт-Петербург: Типо-литография В. В. Комарова, 1905. — 85 с.
- Державный вождь земли русской император Петр Великий: исторический очерк для семьи и школы: составил по Устрялову, Соловьеву, Брикнеру, Ключевскому и друг. Д. И. Тихомиров. — Москва: Ред. журн. «Детское чтение» и «Педагогический листок», 1905. — [2], 333 с.: ил., портр..
- Как учить писать, читать и считать на первой ступени обучения?: Общедоступное руководство для учащих по Букварю. — Изд. 23-е. — М.: Ред. журн. «Юная Россия» и «Пед. листок», 1909. — 126 с.
- Современные задачи начальной школы. — М., 1911.
- Педагогические заметки / Д. И. Тихомиров. — Санкт-Петербург: Синод. тип., 1911. — 120 с.
- Чему и как учить на уроках родного языка в начальной школе. Методика. — Москва: Тип. К. Л. Меньшова, 1914. — 270 с.
- Опыт плана и конспекта элементарных занятий по родному языку. — 15-е изд. — Москва: Тип. К. Л. Меньшова, 1915. — 142 с.

Учебники Д. И. Тихомирова для начальных школ были удостоены наград как на российских, так и на всемирных выставках: золотые медали в Париже (1900) и Льеже (1905).